# Сан Квирико (Виченца)
Сан Квирико је насеље у Италији у округу Виченца, региону Венето.
Према процени из 2011. у насељу је живело 1146 становника. Насеље се налази на надморској висини од 332 м.